# 川俣温泉

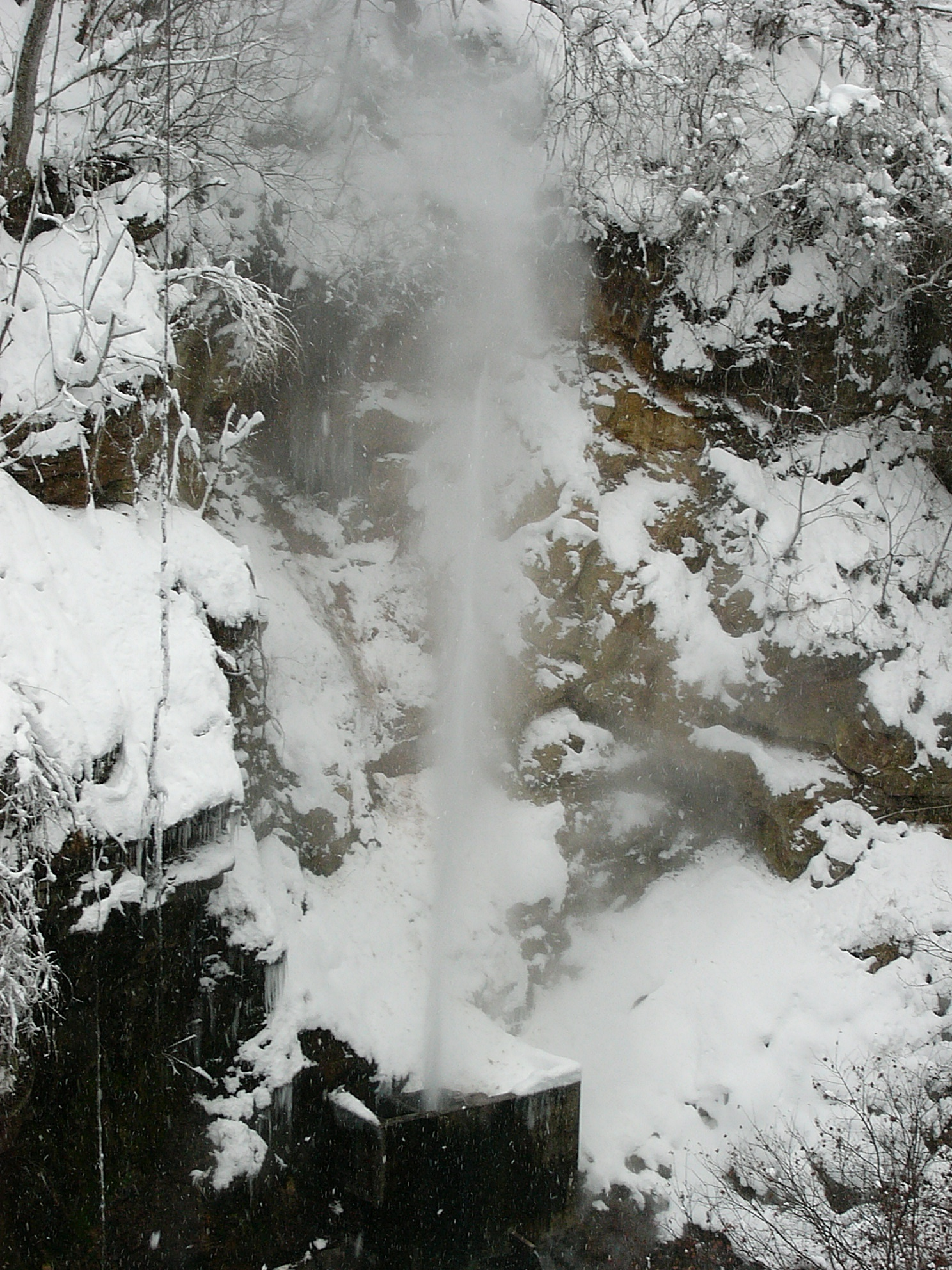
間欠泉

川俣温泉（かわまたおんせん）は、栃木県日光市川俣にある温泉。

## 泉質
- 単純泉
- ナトリウム - 塩化物泉
- 無色透明の源泉
- 源泉温度70 - 94℃

### 効能
切り傷 火傷 皮膚病 婦人病 動脈硬化 高血圧
注：効能は万人にその効果を保障するものではない

## 温泉街

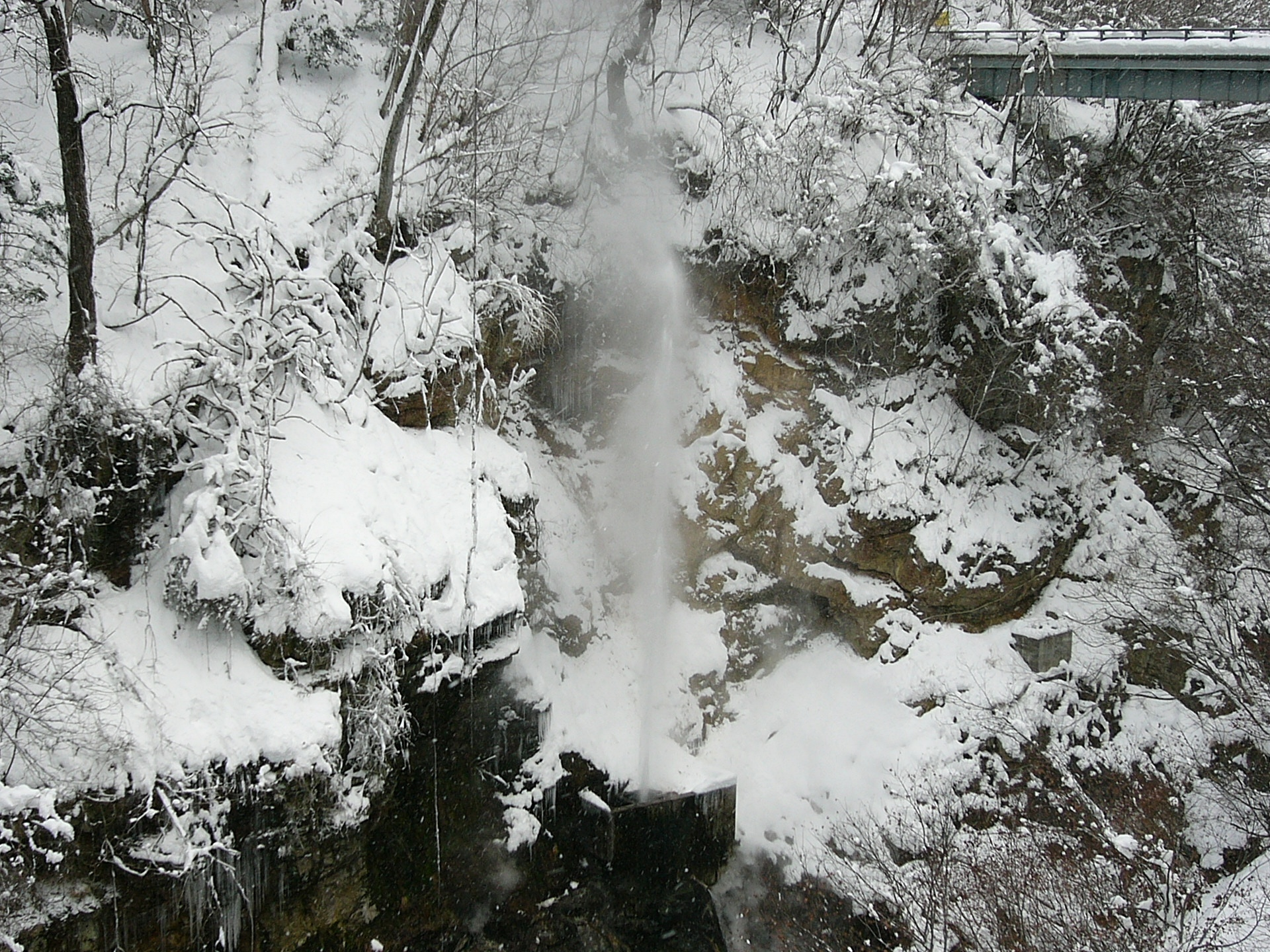
間欠泉展望台より望む間欠泉。
右上の橋が噴泉橋。

奥鬼怒へ続く県道沿いに旅館が4軒ある。こまゆみの里が少し離れた場所にあり、平家平温泉を名乗っている。
- 川俣一柳閣 - 日本秘湯を守る会会員。5つの露天風呂、3つの貸切風呂あり。
- 国民宿舎渓山荘 - 内風呂、露天風呂、貸切檜露天風呂あり
- 仙心亭 - 内風呂、露天風呂あり
- 平家平温泉 こまゆみの里 - 日本秘湯を守る会会員。男女別の大浴場、混浴露天風呂、女性専用露天風呂、栃の古木をくりぬいた大丸太風呂あり。

川俣温泉ホテルふくよ館は2013年5月21日に廃業。
2015年5月より復興御宿富双江葉大馬グループが営業を再開

## 観光スポット
- 数十分間隔で白煙と湯柱を吹き上げる間欠泉は、温泉街手前の噴泉橋もしくは間欠泉展望台から望める。間欠泉の高さは約15m。
- 瀬戸合峡、川俣湖、渡らっしゃい吊橋（とちぎの景勝100選）
- 湯沢噴泉塔

## 周辺
- 奥鬼怒温泉郷
- 奥鬼怒

## 歴史
平家落人集落を売りにしている。
古くは、開湯伝説では平家落人の平藤房の発見としていた。平藤房が実在の人物であるか否か、という議論以降は平藤房発見説による紹介は減り、藤原藤房の末裔である藤原藤四郎が発見した、という説に変わりつつある。藤原藤房は平家家臣であるとされる。

## アクセス
- 鉄道：東武鉄道鬼怒川線鬼怒川温泉駅より日光市営バスにて「川俣温泉」下車（1時間27分, 1430円[2]）。
- 道路：日光宇都宮道路今市ICより国道121号、栃木県道23号川俣温泉川治線を経て約1時間30分。県道23号線は未改良の狭路区間があり、大型観光バスでの通行は熟練の腕が必要。

## 参照
1. ↑  ゆらり湯の路　湯西川・川俣・奥鬼怒温泉観光協会 - 泊まる
2. ↑  ゆらり湯の路　湯西川・川俣・奥鬼怒温泉観光協会 - バス時刻表　鬼怒川⇔女夫渕時刻